# Maßstabsfaktor
Als Maßstabsfaktor µ wird in der Geodäsie das Streckenverhältnis zweier Versionen eines Vermessungsnetzes oder eines ganzen Erdmodells bezeichnet. 

Auch die Kartografie kennt Korrekturfaktoren für verschiedene Landkarten und deren Projektionen sowie bei merklichem Papierverzug.

## In der Geodäsie
Da Vermessungsnetze nur sehr geringe Verzerrungen haben und auch die Erddimensionen gut bekannt sind, liegen die allfälligen Maßstabsfaktoren immer nahe am Wert 1. Man schreibt sie deshalb auch in der Form
µ = 1 + m
und nennt die kleine Größe m die Maßstabskorrektur. Bei modernen Streckennetzen beträgt m höchstens einige ppm (Millimeter pro Kilometer), der Maßstabsfaktor liegt also fast immer in den Grenzen
0,99999 < µ < 1,00001.
Neuere Netze werden – auch wenn sie auf terrestrischen Messungen beruhen – oft mit satellitengeodätisch abgeleiteten Daten kontrolliert und versteift. Dabei verwendet man häufig eine 7-Parameter-Transformation mit 3 Verschiebungen und 3 kleinen Drehwinkeln; der 7. Parameter ist der Maßstabsfaktor. Er bedeutet, dass die Strecken im Netzmodell A am besten zu jenen im Netz B passen, wenn sie um den Faktor µ verlängert bzw. verkürzt werden.
Dass µ auch bei modernen Netzmessungen nicht genau 1 beträgt, kann an mehreren Faktoren liegen. Die zwei wichtigsten sind:
- unterschiedliche Modelle der Erdatmosphäre, deren bodennaher Refraktionsindex etwa 1,00030 beträgt
- unterschiedliche Lagerung der beiden Netzvarianten auf einem Referenzellipsoid bzw. einem mittleren Erdellipsoid (siehe auch geodätisches Datum).

Historisch tauchte der Maßstabsfaktor ab etwa 1800 in mehrerer Hinsicht auf:
- erstmals beim Übergang von grafischen auf rechnerische Vermessungsmethoden – etwa als man den Meßtisch durch Universalinstrumente oder Theodolite ersetzte. Hier lag die Maßstabskorrektur m – je nach Güte der Distanzmessung – bei etwa 0,0001 bis 0,001 (0,01 bis 0,1 Prozent). Ab etwa 1800 war die Standardgenauigkeit fast immer besser als 10−4, heute liegt sie zwischen 10−5 (bei der einfachen Grundstücksvermessung) und 10−8 bei der Satelliten- und Erdmessung.
- Bestanschließendes Ellipsoid: hier war die Frage theoretisch zu erörtern, wie die Dimensionen eines abzuleitenden Erdellipsoids mit der Krümmung des Geoids zusammenhängen.

## In der Kartografie
Auch die Kartografie spricht vom Maßstabsfaktor, wenn z. B. ein Gebiet in unterschiedlichen Kartenprojektionen abgebildet wird oder wenn sich der Kartenmaßstab innerhalb eines Kartenblattes oder -Systems aus mathematischen Gründen merklich ändert. Üblicherweise herrscht der Nennmaßstab nur in der Kartenmitte oder (bei Kegelprojektionen) in den beiden Bezugsparallelen, dazwischen ist hingegen µ < 1.
Maßstabsänderungen können auch durch den Papiereingang – vor allem infolge sich ändernder Luftfeuchtigkeit – eintreten. Hier werden bisweilen Erfahrungswerte für die Maßstabskorrektur m abgegeben.